# Cápac Yupanqui
Cápac Yupanqui (Qhapaq Yupanki) fue el sexto gobernante del Curacazgo del Cuzco; entró al poder mediante un golpe de Estado perpetrado contra su primo Tarco Huamán, quien había estado destinado originalmente al trono inca. Cápac Yupanqui resultó ser un aguerrido gobernante, y también muy maquiavélico.

## Biografía

### Origen
Fue hijo de Curu Yaya, hermana de Mayta Cápac, y primo de Tarco Huamán. Para asegurar su trono mató a nueve hermanos de Tarco; a otros les hizo jurar lealtad. Sin embargo fue más benevolente con Tarco Huamán, pues sólo lo mandó a gobernar a los conquistados señoríos de Anta y Cuyo.

### Gobierno

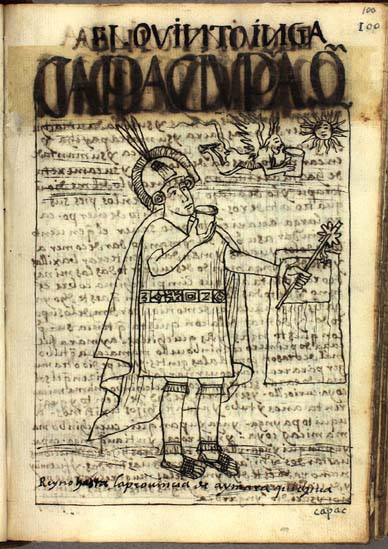
El quinto Inca: Cápac Yupanqui; dibujo de Felipe Guamán Poma de Ayala en Nueva crónica y buen gobierno (1615).

Durante su reinado, derrotó a algunas pequeñas etnias como los Cuntis, agregando de esta manera unos pocos kilómetros cuadrados a sus dominios. La reputación del señorío inca iba creciendo, tanto así que el señorío quechua, de Abancay les envió dos embajadores a solicitar ayuda para enfrentar al poderoso estado Chanca. Cápac Yupanqui aceptó y envió a su primo Tarco Huamán a capturar 1000 avecillas de la selva y del altiplano para ser quemadas en rituales militares.
En el gobierno de Cápac Yupanqui el señorío inca seguía siendo pequeño ante los ayamarcas, y un diminuto señorío en comparación con el poderoso estado Chanca.
Los chancas eran ya temidos por los ayamarcas (quienes se habían recuperado de las guerras civiles que Lloque Yupanqui generó entre ellos), y se proyectaba a la toma de toda la región cuzqueña, incluyendo a los incas y ayamarcas. Por tal situación ambos buscaron una alianza, y se reflejó cuando el rey de Ayamarca obsequió a Cápac Yupanqui con una esposa llamada Curi Hilpay.
De la relación con Curi Hilpay nació Quispe Yupanqui, heredero al trono. Otros hijos fueron, en orden de nacimiento, Apo Calla, Humpiri, Apo Saca, Apo Chimachaui, Uchuncunascallarando y Apo Urco Guaranca. Apo Saca tuvo un hijo llamado Apo Mayta, este fue reconocido como un valiente y famoso capitán que combatió en batallas en tiempos de Inca Roca y Huiracocha Inca junto otro capitán: Vicaquirao.

### Muerte
Cápac Yupanqui nunca se enfrentó al estado Chanca, pues murió antes de que estos llegaran al Cuzco, aparentemente envenenado por su concubina Cusi Chimbo, hija del sinchi o "señor" de Ayarmaca, que llegó a ser su segunda esposa. La circunstancia fue aprovechada por los conspiradores Hanan Cuzco encabezados por Inca Roca, que atacaron el palacio de Inticancha (luego conocido como Coricancha), depusieron a los Hurin e instalaron a los Hanan como monarcas.

## Obras
- Alianza con los ayarmacas.
- Aportó unos pocos kilómetros al pequeño señorío inca.